# Duchesse de Lugo
Le titre de duchesse de Lugo est un titre de la maison royale d'Espagne dont l'usage a été autorisé par le roi Juan Carlos Ier en faveur de sa fille l'infante Elena de Borbón le 3 mars 1995, à l'occasion de son mariage avec Jaime de Marichalar y Sáenz de Tejada.
Le duché, en tant que titre de la maison royale, a un caractère viager, donc le fils aîné de l'infante, Felipe Juan Froilán (dont le troisième nom lui fut imposé par le patron de Lugo) ne lui succédera pas après son décès.
Sa dénomination fait référence à la ville de Lugo.

## Duchesse de Lugo
|                              | Titulaire                    | Période                      |
| Création par Juan Carlos Ier | Création par Juan Carlos Ier | Création par Juan Carlos Ier |
| ---------------------------- | ---------------------------- | ---------------------------- |
| I                            | Elena de Borbón y Grecia     | depuis 1995                  |

## Histoire des ducs de Lugo
- Elena de Borbón et Grecia, infante d'Espagne, 1re duchesse de Lugo. Fille du roi Juan Carlos Ier et de la reine Sophie.

1. Mariée avec Jaime de Marichalar y Sáenz de Tejada en 1995. Divorcés en 2010.